# Krogsfall
Krogsfall este o arie protejată (arie specială de conservare — SAC, sit de importanță comunitară — SCI) din Suedia întinsă pe o suprafață de 24,4 ha, integral pe uscat.

## Localizare
Centrul sitului Krogsfall este situat la coordonatele 58°02′38″N 15°37′08″E / 58.044°N 15.6188°E.

## Înființare
Situl Krogsfall a fost declarat sit de importanță comunitară în aprilie 2004 pentru a proteja 1 specie de plante. Situl a fost protejat și ca arie specială de conservare în martie 2011.

## Biodiversitate
Situată în ecoregiunea boreală, aria protejată conține 1 habitat natural: Taiga vestică.
La baza desemnării sitului se află o specie protejată de  plante: Buxbaumia viridis.